# 杵屋本店
株式会社杵屋本店（きねやほんてん）は、山形県上山市に本社をおく、和菓子・洋菓子の製造・販売を行う企業。
同県内陸地方で16店舗（フランチャイズ店含む）を展開している。

## 概要
江戸時代後期にあたる1811年、日本三大熊野のひとつとされる熊野神社がある現在の南陽市宮内で、東北地方各地から訪れる参拝客向けに、土産用のまんじゅうなどを製造販売する菓子舗として創業。
戦後の1951年、山形市に出店したことを皮切りに、多店舗展開を図った。1982年、県内5ヶ所にあった工場を集約し上山市弁天に本社・工場を設置。後年、子会社の宮城野を設立し仙台市にも出店する。
和洋菓子ともに製造しており、「山形旬香菓」のラ・フランスゼリー・さくらんぼゼリー、リップルパイシリーズなどが代表銘菓。

## 沿革
- 1811年 - 初代庄六が南陽市宮内に創業。
- 1930年 - 洋菓子の発売を開始。
- 1951年 - 山形市に出店。
- 1982年 - 上山本社工場完成。
- 2001年 - 山形テレビと共同企画、「たべてみるるん」発売。